# Regina Mills
Regina Mills (también conocida como la Reina Malvada) es un personaje ficticio en la serie televisiva de ABC, Érase una vez. Está interpretada por Lana Parrilla, y ha sido alabada por los críticos por su función en la serie como primera antagonista principal.

## Historia del personaje
En el Bosque Encantado, Regina nació en una familia compuesta por Cora Mills y su marido Henry. En su juventud, la madre de Regina maquina un plan para casarla con el Rey Leopold, el padre de Blancanieves. Sin embargo, un día Blancanieves ve a Regina y a su primer amor Daniel juntos y, tras no cumplir una promesa de silencio que le hace a Regina, Blancanieves se lo cuenta a Cora. Para evitar que Regina huya con Daniel, Cora extirpa el corazón de Daniel y lo aplasta, matándolo Jura destruir la felicidad de Blancanieves y vengarse de ella. Conoce a Rumpelstiltskin quién le enseña magia y la ayuda a enviar a Cora a través de un espejo al País de las Maravillas.

Regina es infeliz en su matrimonio, por lo que utiliza al Genio de la lámpara para matar el Rey, haciéndose con el Reino, y convirtiéndose en la Reina Malvada. Destierra a Blancanieves y ordena al Cazador que la mate, pero este no le obedece y en consecuencia, Regina le extirpa el corazón convirtiéndole en un esclavo de sus deseos. 
De vuelta en el Bosque Encantado, Regina se esfuerza por llegar a un acuerdo con la pérdida de Henry, aunque Mary Margaret y Robin Hood le persuaden para seguir adelante. Para salvarlos de las amenazas de Zelena, su media hermana, Regina ayuda a Blancanieves y a David a promulgar una nueva maldición para volver a Storybrooke, antes de que Zelena añada una poción de olvido. Regina se enfrenta a la lucha de los recuerdos perdidos de Henry sobre ella en Storybrooke, hasta que su libro restaura estos y rompe la maldición con un beso de amor verdadero. Ella por su parte forma una relación con Robin Hood, que se vuelve romántica después de que ella se entera de que es su alma gemela Regina usa su recién descubierto poder de la luz para derrotar a Zelena, aunque Emma y Hook se arrastran en su portal del tiempo, sin querer volver con Lady Marian (que es en realidad Zelena disfrazada), que fue condenada inicialmente a muerte por Regina. Para la ira de Regina, Marian, Robin y su hijo Roland se reúnen, provocando un cisma en sus relaciones con Emma y Robin. Regina finalmente perdona a Emma, ayudándola a desarrollar sus poderes. Marian es más tarde maldecida por la Reina de las Nieves, llevando a Regina a encontrar una cura para ayudar a Robin. Después de la derrota de la Reina de las Nieves, Regina salva a Marian, pero como los restos de su maldición amenazan con matarla,  se da cuenta de que Marian, junto con Robin y Roland tienen que dejar Storybrooke e irse al mundo real sin magia. Más tarde, viajando al exterior de la ciudad con Emma,  localiza a Robin en la Ciudad de Nueva York, sólo para descubrir que Marian es en realidad Zelena disfrazada. Regina regresa a Storybrooke, neutralizando los poderes de Zelena y encerrándola en un psiquiátrico mientras se reúne con Robin y Roland. Después de que la oscuridad del Señor Gold se retira de él,  intenta controlar a Regina hasta que Emma se sacrifica para convertirse en el nuevo Ser Oscuro, llevando a Regina a trabajar con los habitantes de Storybrooke para encontrar a Merlin y eliminar la oscuridad para siempre.

## Recepción del personaje

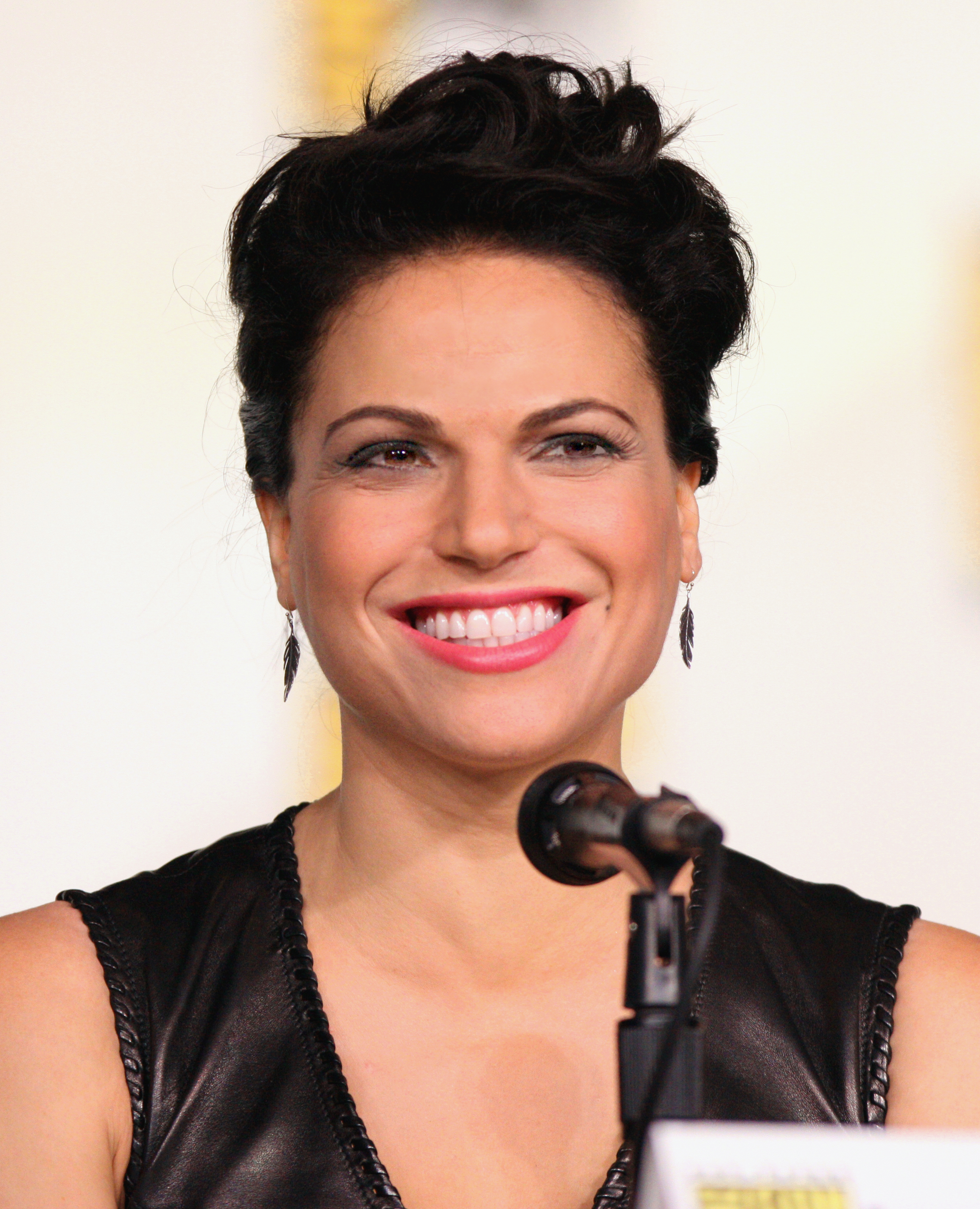
Lana Parrilla

La interpretación de Parrilla recibió revisiones positivas de los críticos, y en 2012 y 2013 fue considerada como una aspirante prometedora para un Premio Emmy en la categoría de Mejor Actriz de Reparto en una Serie Dramática, aunque no recibió una nominación. Ganó el Premio de TV Guide al Villano Favorito y el ALMA Award por Mejor Actriz en una Serie Dramática en 2012. Parrilla También recibió una nominación por Mejor Actriz De Apoyo en Televisión de los 38.º Premios Saturn y una nominación por Mejor Actriz Televisiva en el 28.º Imagen Awards.
Parrilla ha citado su interpretación como Regina como uno de sus mejores papeles.